# مولیترنو
مولیترنو (به ایتالیایی: Moliterno) یک کومونه در ایتالیا است که در استان پوتنزا واقع شده‌است.

## خصوصیات
مولیترنو ۹۷٫۶۳ کیلومترمربع مساحت و ۴٬۳۴۵ نفر جمعیت دارد و ۸۷۹ متر بالاتر از سطح دریا واقع شده‌است.